# Hart van Windhoek
Hart van Windhoek (deutsch etwa Windhoeks Herz) war ein afrikaanses Musikfestival in der namibischen Hauptstadt Windhoek. Es wurde zwischen 2010 und 2014 alljährlich an zwei Tagen im September oder Oktober veranstaltet. Hauptsponsor war das südafrikanische Magazin Huisgenoot.

## Geschichte
Hart van Windhoek begann 2010 auf dem Wanderers Sports Ground in Windhoek-Academia. Aufgrund der hohen Zuschauerzahl im ersten Jahr entschloss man sich zum Umzug auf  das Doc-Jubber-Hockeyfeld in Windhoek-Olympia.

### Zuschauerentwicklung
Im ersten Veranstaltungsjahr 2010 fanden sich etwa 15.000 Fans afrikaanser Musik zum Festival ein. 2011 stieg die Zahl auf 17.000 Besucher. 2012 besuchten erneut etwa 15.000 Besucher die Veranstaltung. 2013 sank die Zahl der Fans auf 10.000 bis 12.000, nach Angaben der Veranstalter betrug diese jedoch bis zu 20.000 Besucher. 2014 besuchten 14.000 Menschen das Festival.

## Teilnehmende Musiker
Nachstehend eine Auswahl teilnehmender Musiker bei Hart van Windhoek. An jedem Festival nahmen bis zu 65 Musiker und Musikgruppen teil. Viele kamen jedes Jahr wieder. Am Freitag traten zumeist namibische und internationale Musiker, am Samstag vor allem südafrikanische Künstler auf.
2011 spielte als internationaler Topact die irische Band Westlife.
- Andriette
- Arno Jordaan
- Bok van Blerk
- Elvis Blue
- Elvis se Seun
- Emo Adams
- Gazza
- Heinz Winckler
- Hulle
- Jakkie Louw
- Juanita du Plessis
- Karen Zoid
- Kurt Darren
- Lee Scott
- Lianie May
- Mangro Groove
- Mi Casa
- Nianell
- Nicholis Louw
- Nu Creation
- Penilane
- Radio Kalahari Orkes
- Ray Dylan
- Riana Nel
- Romanz
- Snotkop
- Spoegwolf
- Stefan Ludik
- TeQuila
- Tiro
- Vusi Mahlasela
- Willem Botha